# 405
405 (CDV) je bilo navadno leto, ki se je po julijanskem koledarju začelo na nedeljo.

## Dogodki
- Japonci prevzamejo kitajščino kot uradni jezik.